# Изгубеният уикенд
„Изгубеният уикенд“ (на английски: The Lost Weekend) е черно-бял американски драматичен филм от 1945 година на режисьора Били Уайлдър създаден по едноименния роман на Чарлс Р. Джаксън.

## Сюжет
Дон Бирнам, писател в криза, жертва на алкохола поради малкото си литературни успехи, отдалечава от себе си, брат си и жената която го обича (Хелен). Опитва да се самоубие, но Хелен не се предава.

## В ролите
| Изпълнител      | Роля              |
| --------------- | ----------------- |
| Джейн Уаймън    | Хелен Сент-Джеймс |
| Рей Миланд      | Дон Бирнъм        |
| Филип Тери      | Вик Бирман        |
| Хауърд да Силва | Циничния барман   |
| Франк Фейлън    | Санитаря          |
| Дорис Даулинг   | Глория            |

## Награди

### „Оскар” ’45
- най-добър филм
- най-добра режисура (Били Уайлдър)
- най-добър сценарий (Били Уайлдър и Чарлс Бракет)
- най-добра главна мъжка роля Рей Миланд
- номинация за операторско майсторство в черно-бял филм
- номинация за най-добър монтаж (Дуейн Харисън)
- номинация за най-добра музика (Миклос Роцса)

### „Златен глобус” '46
- най-добър филм
- най-добра режисура Били Уайлдър
- най-добра главна мъжка роля Рей Миланд.

### Кан’46
- Голямата награда на фестивала (Били Уайлдър)
- най-добра главна мъжка роля Рей Миланд.